# Adalsinda
Adalsinda é uma santa católica do século VII. Sua festividade celebra-se a 5 de maio. É especialmente venerada em Douai (França). Era filha de Rictrudis de Marchiennes e Adalberto I de Ostrevent, duque de Douai. Suas irmãs Clotsinda, Mauronto e Eusebia são também santos precongregacionais.